# Polystachya ottoniana
Polystachya ottoniana är en orkidéart som beskrevs av Heinrich Gustav Reichenbach. Polystachya ottoniana ingår i släktet Polystachya och familjen orkidéer. Inga underarter finns listade i Catalogue of Life.

## Bildgalleri

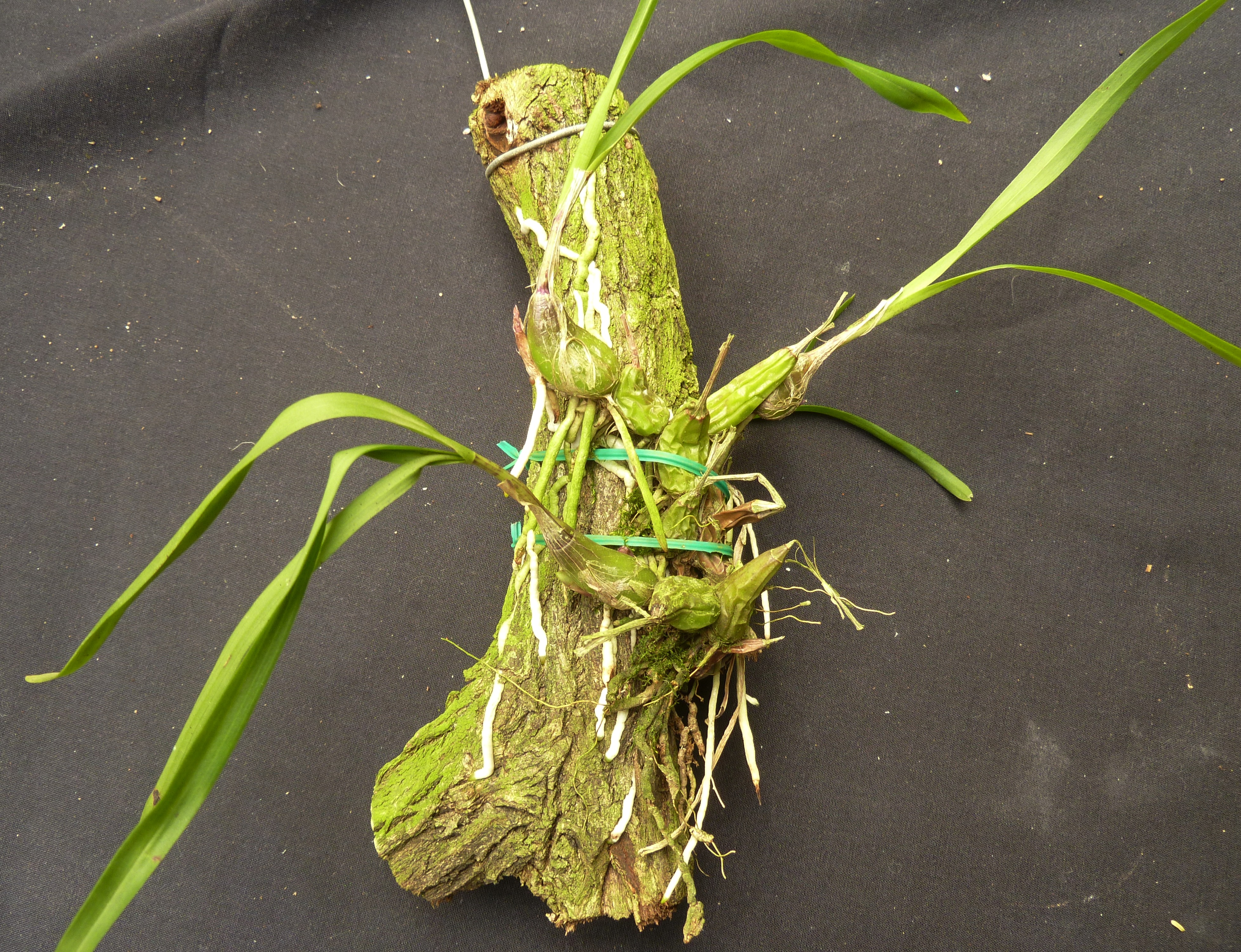
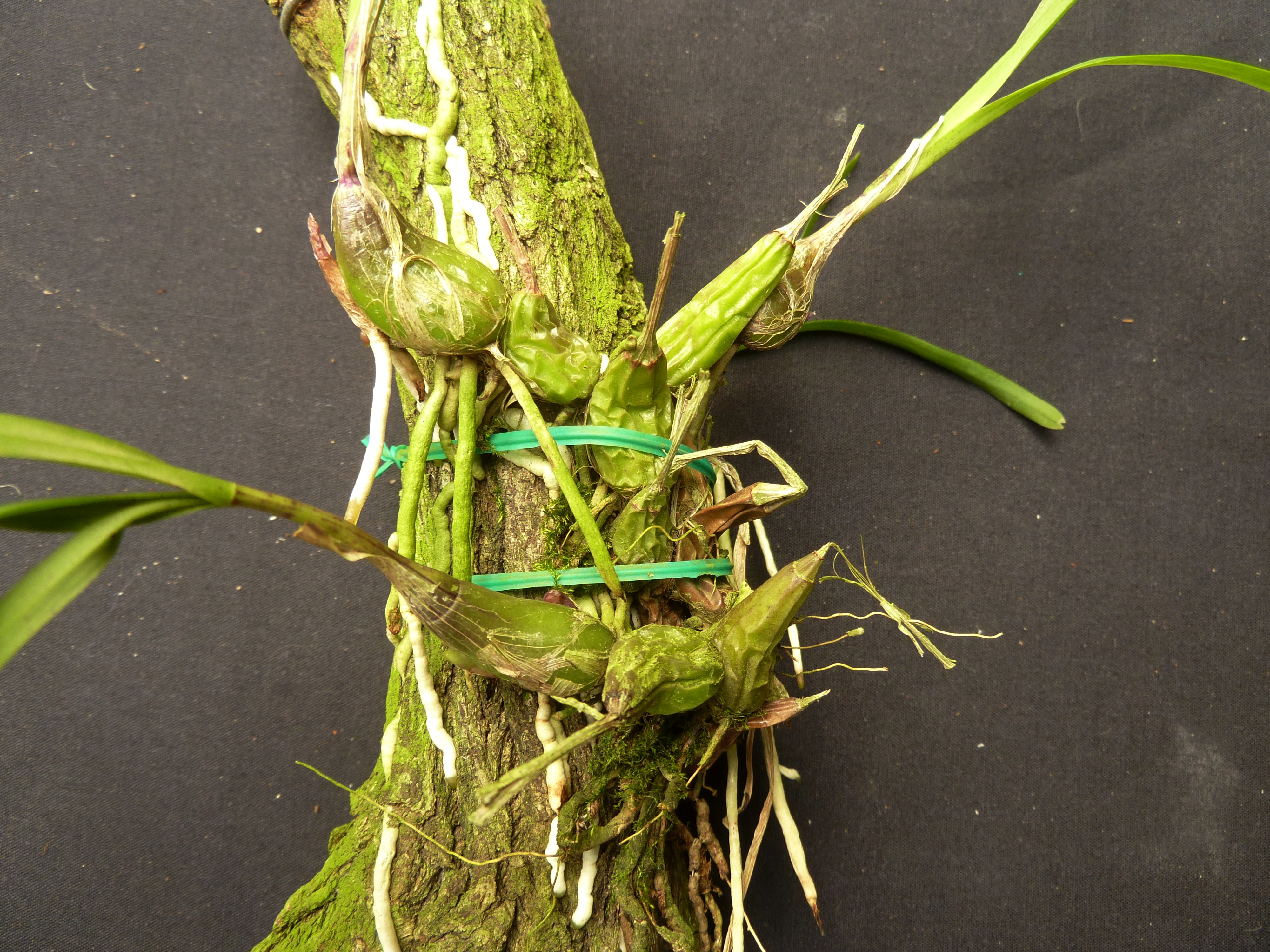